# Óscar Wirth
Óscar Raúl Wirth (Santiago, 5 november 1955) is een voormalig profvoetballer uit Chili, die speelde als doelman gedurende zijn carrière. In 2011 werd hij coach van derdeklasser Iberia. Zijn zoon Rainer Wirth (1982) speelde als doelman later onder meer voor Unión Española.

## Clubcarrière
Wirth speelde clubvoetbal in Chili, Duitsland, Spanje en Colombia. Hij besloot zijn carrière in 1994 bij het Peruviaanse Alianza Lima.

## Interlandcarrière
Wirth speelde twaalf officiële interlands voor Chili in de periode 1980-1988. Hij maakte zijn debuut in de vriendschappelijke uitwedstrijd tegen Brazilië (2-1 nederlaag) op 24 juni 1980. Wirth nam met Chili deel aan het WK voetbal 1982 in Spanje, waar hij het rugnummer één droeg maar niet in actie kwam. Mario Osbén stond in alle (drie) groepswedstrijden tussen de palen.

## Erelijst
Colo-Colo
- Primera División

1979
 Universidad Católica
- Copa Chile

1993